# قطعنامه ۸۸۹ شورای امنیت
قطعنامه  ۸۸۹ شورای امنیت سازمان ملل متحد که در تاریخ ۱۵ دسامبر ۱۹۹۳ تصویب شد، سندی بین‌المللی دربارهٔ قبرس است. این قطعنامه طی نشست ۳۳۲۲ام با ۱۵ رای موافق، ۰ مخالف و ۰ ممتنع تصویب شد.